# Eleição para o Senado federal por Dakota do Norte em 2006
A eleição para o senado do estado americano de Dakota do Norte em 2006 foi realizada em 7 de novembro de 2006. A eleição foi vencida pelo democrata Kent Conrad que conquistou um quarto mandato.
O popular governador John Hoeven foi fortemente indicado para concorrer contra Conrad, inclusive por Karl Rove e Dick Cheney. Pesquisas mostraram que Conrad teve o maior índice de aprovação entre os senadores americanos e Hoeven teve a melhor aprovação entre os governadores americanos. Uma sondagem realizada pela PMR para o Fórum de Fargo-Moorhead teve como resultado de um confronto hipotético: Hoeven-35%, 27% Conrad. Esta pesquisa mostrou um conflito eleitoral entre dois políticos muito populares em um estado pequeno, onde a fidelidade partidária é muitas vezes é rompida. No final de setembro de 2005, Hoeven decidiu não concorrer ao senado contra Conrad.